# École de la montagne de l'Est
L'École de la montagne de l'Est (chinois: dongshan famen) est une branche de l'école chan du bouddhisme chinois. Ce courant daterait du VIIe siècle et a trouvé son nom à Huangmei (dans la province de Hubei), en Chine.